# اوریوو
اوریوو (به صربی: Orljevo) یک منطقهٔ مسکونی در صربستان است که در پتروواتس نا ملاوی واقع شده‌است.